# لیک شرقی
لیک شرقی (به انگلیسی: East Leake) یک روستا و محله مدنی در بریتانیا است که در راشکلف واقع شده‌است. لیک شرقی ۶٬۳۳۷ نفر جمعیت دارد.